# Anders Wikblad
Anders Wikblad, född 14 januari 1770 i Tjärstads församling, Östergötlands län, död 4 januari 1836 i Säby församling, Jönköpings län, var en svensk präst. 

## Biografi
Anders Wikblad föddes 1770. Han var son till komministern i Vårdnäs församling. Wikblad blev 1788 student vid Uppsala universitet och avlade magisterexamen 1794 vid universitet. År 1796 blev han vikarierande kollega vid Vadstena trivialskola och samma år ordinarie. Wikblad blev gymnasieadjunkt vid Katedralskolan, Linköping 1800 och lektor i filosofie vid Katedralskolan 1805. Han prästvigdes 1806 och blev 1810 kyrkoherde i Vårdnäs församling. Wikblad utnämndes till prost 1811 och var riksdagsledamot vid Riksdagen 1815. År 1820 blev han kyrkoherde i Säby församling och teologie doktor 1831. Han avled 1836 i Säby församling.

### Familj
Wikblad gifte sig 1802 med Charlotta Cnattingius. Hon var dotter till en kronobefallningsman.